# Kłomino
Kłomino (ros. Grodek lub Gródek/Гродек, niem. Westfalenhof) – osada leśna w woj. zachodniopomorskim, w powiecie szczecineckim, w gminie Borne Sulinowo, oddalona 12 km od miasta Borne Sulinowo.

## Historia

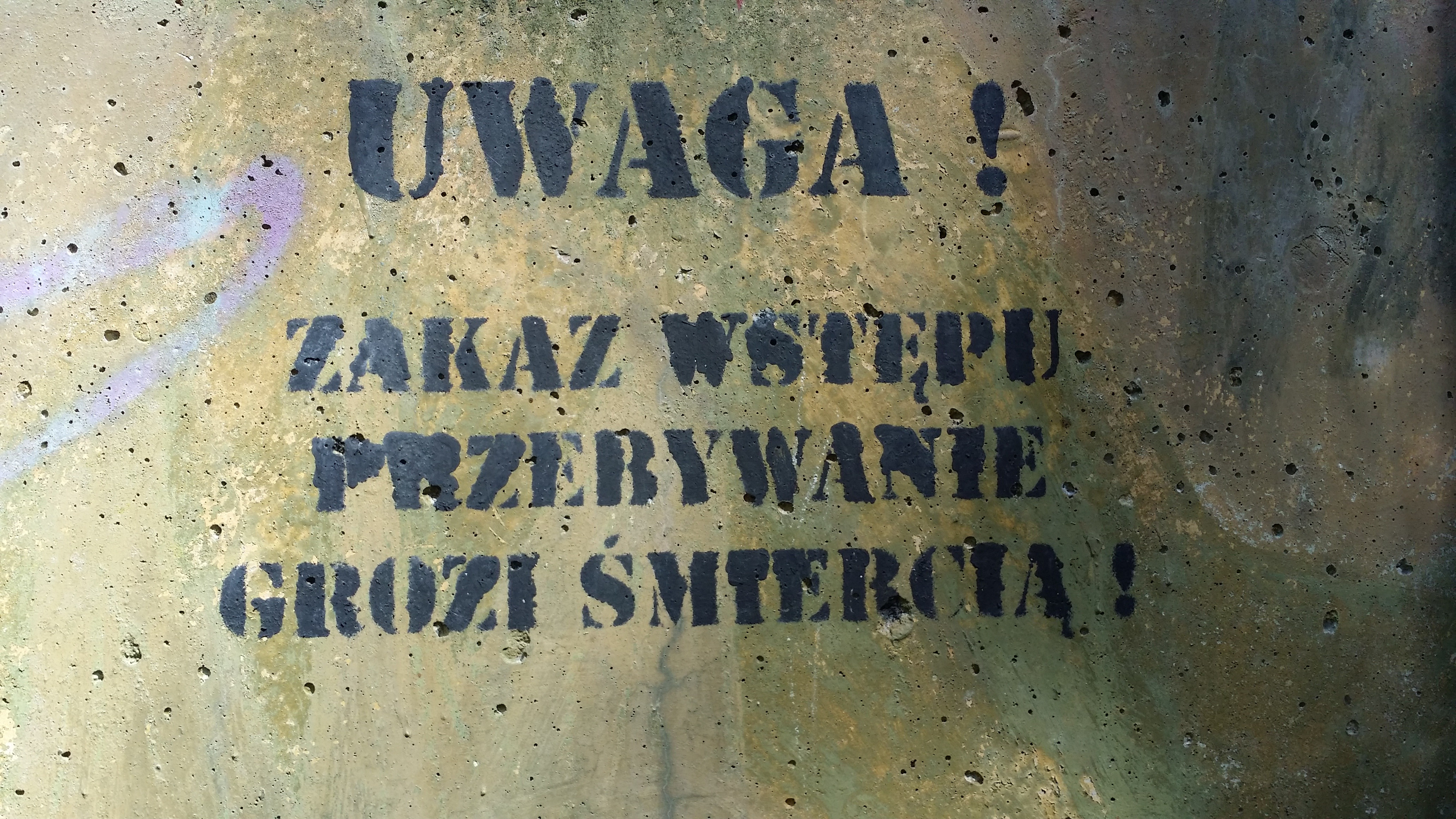
Historyczny napis w bunkrze przeciwatomowym

Kłomino powstało w latach trzydziestych XX wieku jako baza wojskowa obsługująca poligon artyleryjski Wehrmachtu. Stacjonowały tu niemieckie oddziały Służby Pracy, a później zorganizowano obóz jeniecki. W listopadzie 1939 roku w stalagu znajdowało się 6 tysięcy polskich jeńców wojennych oraz 2300 cywilów aresztowanych na terenach Polski. W 1940 roku miejsce to zajął Oflag II D Gross-Born. Do polskich jeńców dołączyli Francuzi i jeńcy różnych narodowości z Armii Czerwonej. W 1945 roku hitlerowcy część jeńców ewakuowali. Obóz jeniecki w Gross-Born został wyzwolony przez żołnierzy z 18 Pułku Piechoty 1 Armii Wojska Polskiego w czasie walk o przełamanie Wału Pomorskiego. Wśród wyzwolonych byli polscy oficerowie: Stefan Mossor, Leon Kruczkowski i Stanisław Ryszard Dobrowolski. Po zakończeniu działań wojennych tereny przejęły wojska radzieckie. W okresie powojennym rozebrano 50 budynków poniemieckich, by odzyskać cegłę do budowy Pałacu Kultury w Warszawie. Po przejęciu przez Rosjan, wybudowano tu bloki, punkt medyczny, garaże, sklepy i kino. 
Do 1992 roku miejscowość była bazą Armii Radzieckiej (stacjonował tam 82 Gwardyjski Pułk Strzelców Zmotoryzowanych) i podlegała jej administracji.  
Kłomino opustoszało dopiero w 1992 roku, kiedy wyjechali stąd ostatni żołnierze rosyjscy, zaś w 1993 roku miasteczko zostało przekazane polskiej administracji wraz z sąsiadującym Bornem Sulinowem. W przeciwieństwie do Bornego Sulinowa Kłomino nie zostało zasiedlone. Swego czasu pojawiła się oferta sprzedaży Kłomina za 2 mln złotych, chętny się jednak nie znalazł. W latach 1995–1998 w Kłominie prowadzono prace związane z budową kotłowni olejowej (ukończonej w 65%), oczyszczalni ścieków, hydroforni i wysypiska śmieci o wartości ok. 4,8 mln zł. Powstała infrastruktura w większości nie była jednak wykorzystana, a w 2008 rozpoczęto wyburzanie budynków, demontaż oświetlenia ulicznego i zrywanie 9 tys. ton poniemieckiej kostki brukowej. Pozostawione miały być tylko 4 budynki: 1 należący do urzędu gminy Borne Sulinowo, jeden prywatny blok oraz 2 należące do Państwowego Gospodarstwa Leśnego Lasy Państwowe.

## Demografia
Do 1992 roku w Kłominie mogło żyć nawet 5 tysięcy mieszkańców, dziś jest to miasto-widmo. Według stanu na 2012 Kłomino ma 12 mieszkańców.

## Ochrona przyrody
- 2 km na północ – rezerwat przyrody „Diabelskie Pustacie”, florystyczny, o powierzchni 932,5 ha (utworzony w 2008).